# Cabo de guerra nos Jogos Olímpicos de Verão de 1908

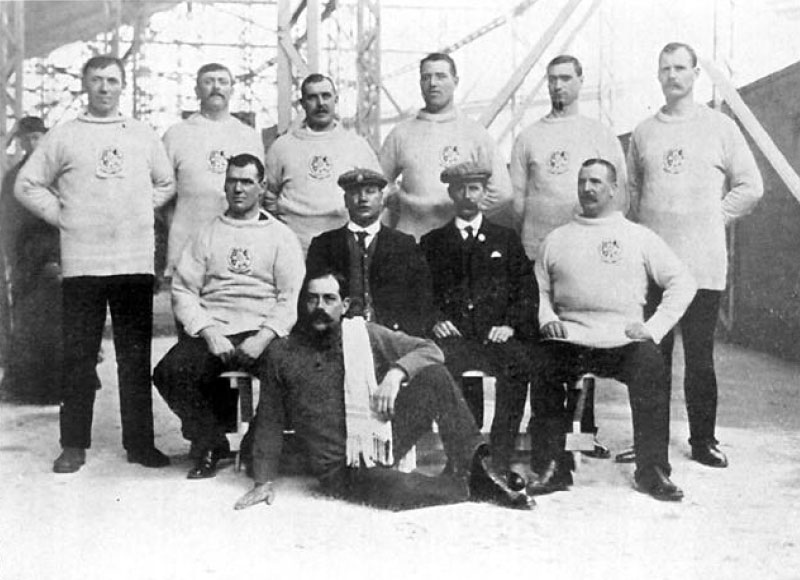
A equipe de polícia de Londres conquistou a medalha de ouro em 1908

O cabo de guerra nos Jogos Olímpicos de Verão de 1908 foi realizado em Londres, Reino Unido.
As equipes da Alemanha e da Grécia desistiram do torneio antes do início da quartas de final. Com isso, três equipes avançaram diretamente as semi-finais e apenas um duelo foi realizado nas quartas. Ainda nas quartas de final, a equipe de polícia de Liverpool venceu a equipe dos Estados Unidos com facilidade no primeiro confronto, porém os estadunidenses apontaram irregularidades na equipe rival. O protesto não foi aceito e o time dos Estados Unidos abandonou a competição.
| Ouro | Prata | Bronze |
| Grã-Bretanha (GBR) Polícia de Londres Edward Barrett H. Duke Frederick Goodfellow Frederick Humphreys William Hirons Albert Ireton Frederick Merriman Edwin Mills John James Shepherd | Grã-Bretanha (GBR) Polícia de Liverpool James Clarke Thomas Butler C. Foden William Greggan Alexander Kidd Daniel McDonald Lowey Patrick Philbin George Smith Thomas Swindlehurst | Grã-Bretanha (GBR) Polícia Metropolitana Divisão "K" Walter Chaffe Joseph Dowler Ernest Ebbage Thomas Homewood Alexander Munro William Slade Walter Tammas T. J. Williams James Woodget |

## Quartas de final
| Vencedores           | Vencedores   | Placar | Perdedores     |
| -------------------- | ------------ | ------ | -------------- |
| Polícia de Liverpool | Grã-Bretanha | 1-0    | Estados Unidos |

## Semi-final
| Vencedores           | Vencedores   | Placar | Perdedores                        | Perdedores   |
| -------------------- | ------------ | ------ | --------------------------------- | ------------ |
| Polícia de Liverpool | Grã-Bretanha | 2-0    | Suécia                            | Suécia       |
| Polícia de Londres   | Grã-Bretanha | 2-0    | Polícia Metropolitana Divisão "K" | Grã-Bretanha |

## Disputa pelo bronze
A equipe sueca não apareceu para o duelo e a Polícia Metropolitana conquistou a medalha de bronze.
| Vencedores                        | Vencedores   | Placar | Perdedores | Perdedores |
| --------------------------------- | ------------ | ------ | ---------- | ---------- |
| Polícia Metropolitana Divisão "K" | Grã-Bretanha | w.o.   | Suécia     | Suécia     |

## Final
| Vencedores         | Vencedores   | Placar | Perdedores           | Perdedores   |
| ------------------ | ------------ | ------ | -------------------- | ------------ |
| Polícia de Londres | Grã-Bretanha | 2-0    | Polícia de Liverpool | Grã-Bretanha |